# Сукцинат натрия
Сукцинат натрия — химическое соединение,
соль натрия и янтарной кислоты
с формулой Na2C4H4O4,
бесцветные кристаллы,
растворяется в воде,
образует кристаллогидраты.

## Получение
- Окисление 1,4-бутандиола перекисью натрия:

{\displaystyle {\mathsf {4Na_{2}O_{2}+C_{4}H_{8}(OH)_{2}\ {\xrightarrow {}}\ NaOOCCH_{2}CH_{2}COONa+6NaOH}}}
- Нейтрализация янтарной кислоты гидроксидом натрия:

{\displaystyle {\mathsf {2NaOH+C_{4}H_{6}O_{4}\ {\xrightarrow {}}\ NaOOCCH_{2}CH_{2}COONa+2H_{2}O}}}

## Физические свойства
Сукцинат натрия образует бесцветные кристаллы.
Растворяется в воде,
Не растворяется в этаноле.
Образует кристаллогидрат состава Na2C4H4O4•6H2O, который теряет воду при 120°С.